# Schloß Holte-Stukenbrock
Schloß Holte-Stukenbrock – miasto w Niemczech, położone w kraju związkowym Nadrenia Północna-Westfalia, w rejencji Detmold, w powiecie Gütersloh.
W 2013 liczyło 26 359 mieszkańców; w 2012 było ich 26 329.